# Carlos Alberto Álvarez
Carlos Alberto Álvarez (19 de julho de 1941) é um ex-ciclista olímpico argentino. Álvares representou sua nação na prova de perseguição por equipes (4.000 m) nos Jogos Olímpicos de Verão de 1964, em Tóquio.